# Маневое
Маневое (укр. Маневе) — село в Барсуковской сельской общине Кременецкого района Тернопольской области Украины.
До 2020 года входило в Лановецкий район.
Код КОАТУУ — 6123885207.

## Географическое положение
Село Маневое находится на правом берегу реки Горынь,
выше по течению на расстоянии в 2 км расположено село Бодаки,
ниже по течению примыкает село Снегуровка,
на противоположном берегу — село Котюжины.
Через село проходит автомобильная дорога Т-2009.

## Население
Население по переписи 2001 года составляло 418 человек.

### Языковой состав
Родной язык населения по данным переписи 2001 года:
| Язык       | Численность, чел. | Доля     |
| ---------- | ----------------- | -------- |
| Украинский | 417               | 99,76 %  |
| Другое     | 1                 | 0,24 %   |
| Итого      | 418               | 100,00 % |

## Объекты социальной сферы
- Фельдшерско-акушерский пункт.

## Галерея

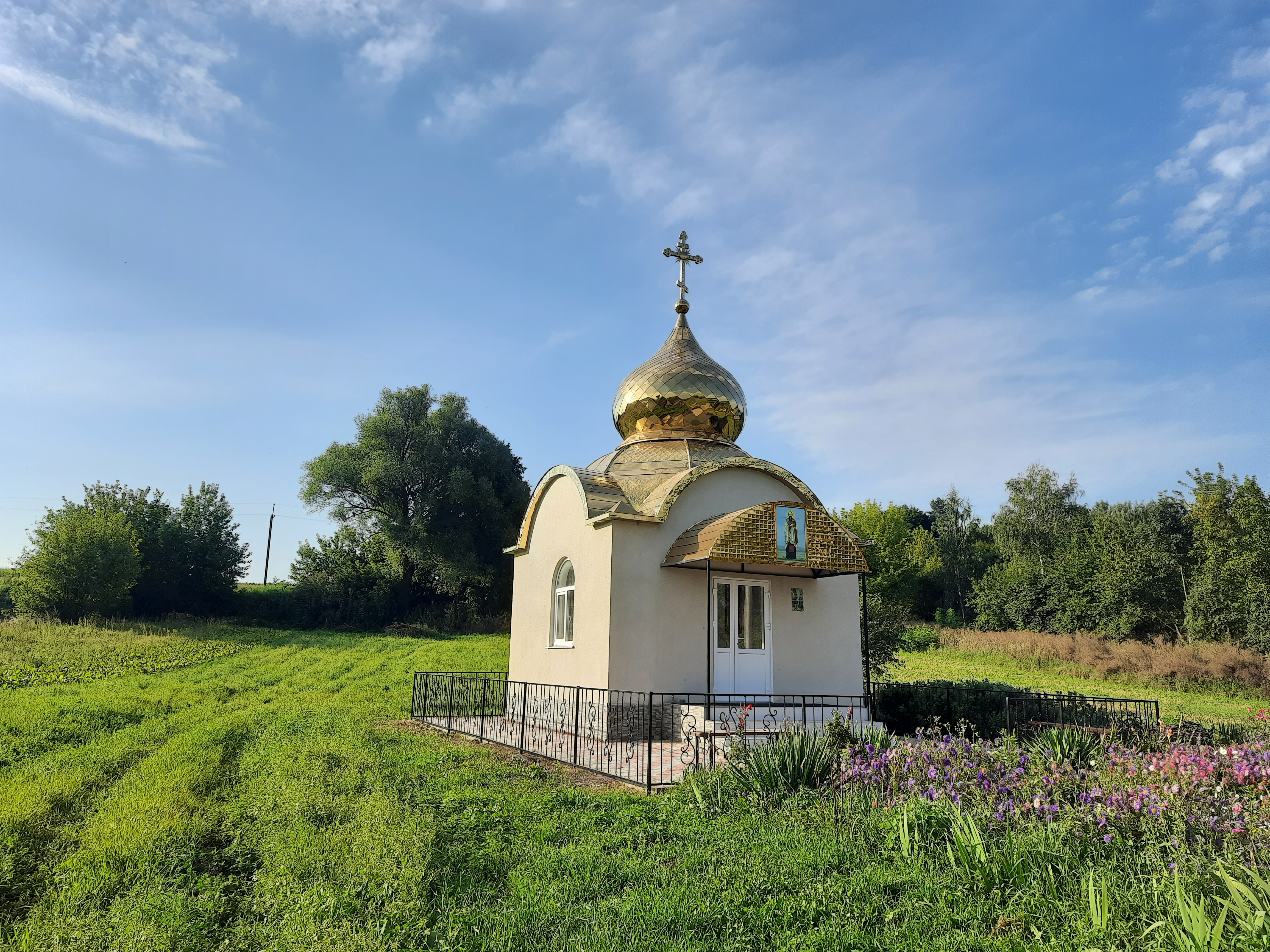
Часовня Василия Великого
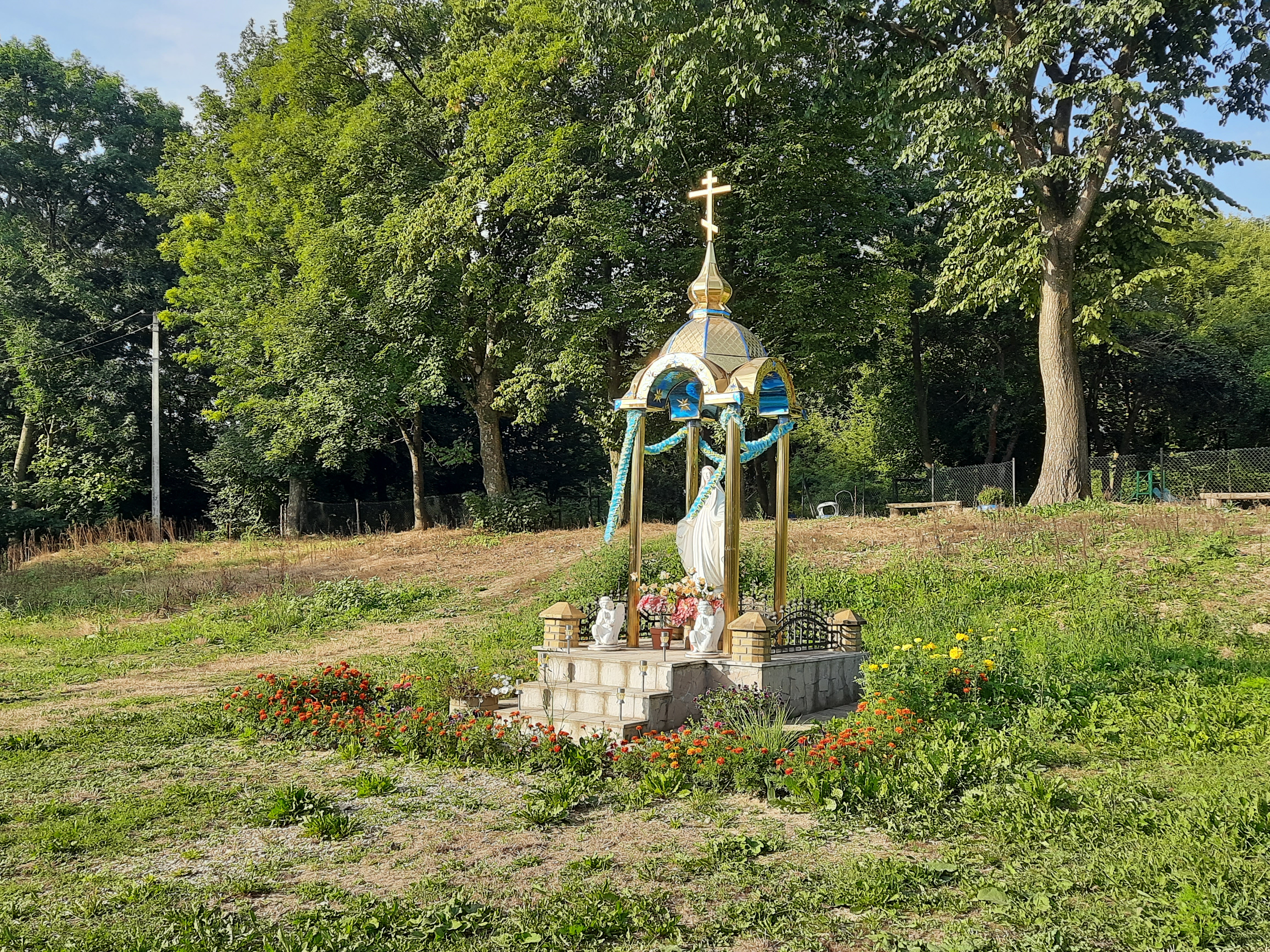
Статуя Божией Матери
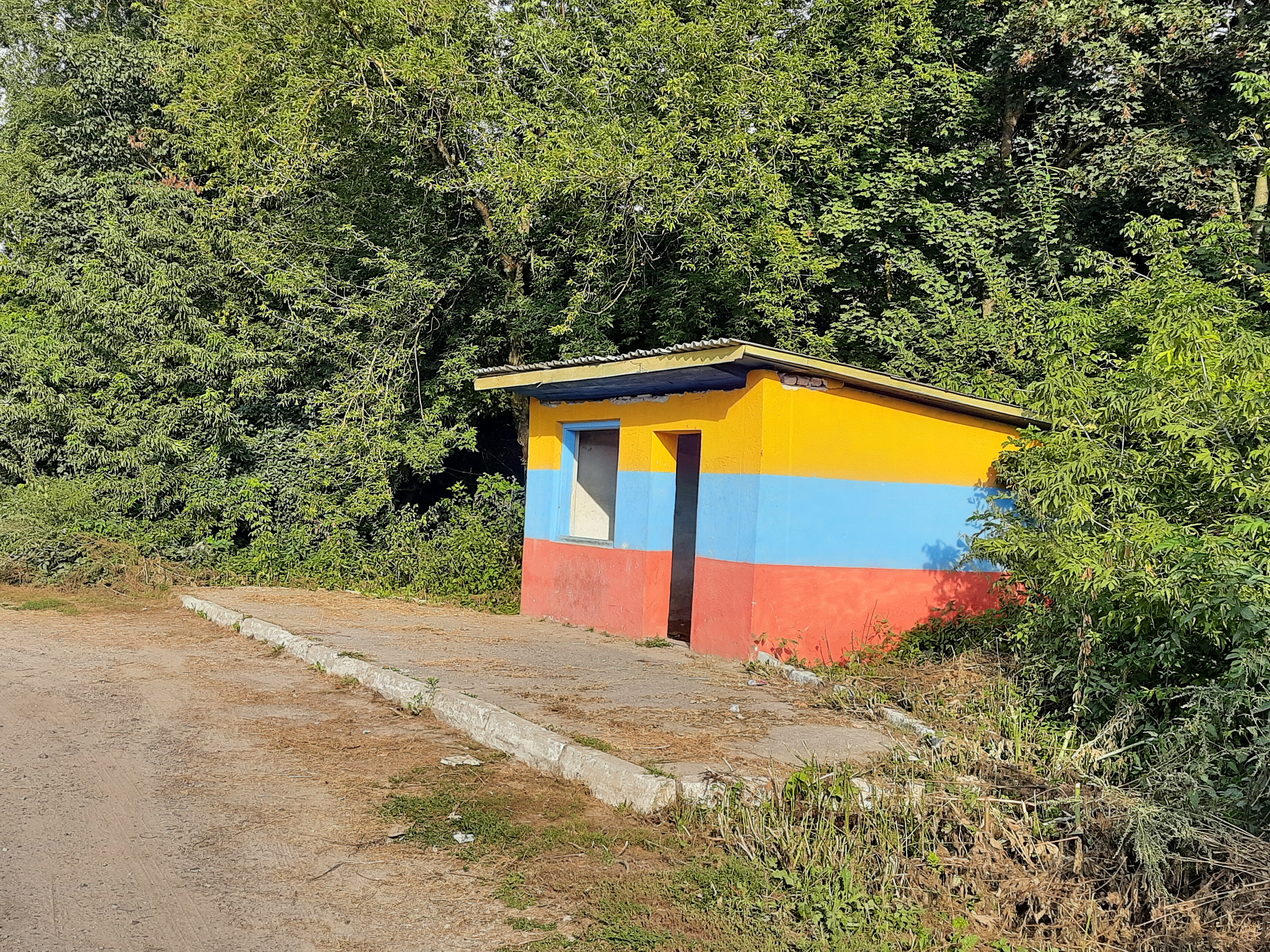
Автобусная остановка